# John Carew
John Alieu Carew (Lørenskog, 5 september 1979) is een Noors voormalig voetballer van Gambiaanse afkomst. Carew speelde als laatste bij West Ham United. Eerder speelde hij voor Vålerenga IF, Rosenborg BK, Valencia, AS Roma, Beşiktaş, Olympique Lyon, Aston Villa en Stoke City.
Zijn specialiteit is koppen, waarbij zijn lengte van 1,97 meter van pas komt. Hij is met zijn lange halen ook sterk in het duel en heeft een hoge explosiviteit.

## Clubcarrière
John Carew is de zoon van een Noorse moeder en een vader uit Gambia. Hij is geboren in Noorwegen en groeide daar ook op. In 1997 tekende hij voor Vålerenga IF, voordat hij in 1999 voor Rosenborg BK tekende. Hier won hij de Noorse landstitel. In de zomer van 2000 verhuisde hij naar de Spaanse Primera División, naar Valencia. Hier moest hij de naar Lazio Roma vertrokken Claudio López doen vergeten. Hij speelde er drie seizoenen, waarin hij slechts twintigmaal scoorde.
Tijdens het seizoen 2003/04 werd hij verhuurd aan AS Roma, een club uit de Serie A. Ook hier scoorde hij niet veel. Hij deed het beter in seizoen 2004/05, toen hij voor het Turkse Beşiktaş JK uitkwam en dertienmaal scoorde in 10 wedstrijden.
In de zomer van 2005 verhuisde hij naar het Franse Olympique Lyon.
In de winterstop van het seizoen 2006/2007 ruilde hij van club met Milan Baroš, hij ging naar Aston Villa. Milan Baros naar Lyon. Beiden tekenden een contract van 3,5 jaar. In januari 2011 stond Aston Villa op een zeventiende plaats in de Premier League en trok de spits Darren Bent van Sunderland AFC aan. Met nog slechts een half jaar op zijn contract besloot Carew dan als huurling het seizoen vol te maken bij het toen hoger geklasseerde Stoke City. Carew stond op 14 mei 2011 met Stoke City (als invaller) in de finale van de strijd om de FA Cup. Daarin verloor de ploeg van trainer-coach Tony Pulis met 1-0 van Manchester City door een treffer in de 74ste minuut van Yaya Touré.
In augustus 2011 tekende de dan transfervrije spits een contract voor één jaar bij het naar het Championship gedegradeerde West Ham United FC. Na één jaar vond het bestuur het niet nodig om Carew een nieuw contract aan te bieden.
Sinds zijn vertrek bij West Ham was Carew transfervrij. Er waren geruchten over een mogelijke terugkeer naar eerste profclub Vålerenga, maar toen dit niet door zou gaan, beëindigde hij zijn voetbalcarrière in oktober 2013.
Carew won driemaal de Kniksenprijs voor speler van het jaar (2005, 2007 en 2008). Dit is de prijs voor de beste Noorse voetballer van dat jaar.

## Interlandcarrière
Carew maakte zijn debuut voor Noorwegen op woensdag 18 november 1998 in het vriendschappelijke duel in en tegen Egypte. Hij viel in die wedstrijd in de rust in voor Daniel Berg Hestad. Zijn eerste interlandtreffer volgde twee maanden later, op 22 januari 1999, in het oefenduel tegen Estland, dat eindigde in een 3-3 gelijkspel.

## Erelijst

### Club
- Noorse beker in 1996/97 met Vålerenga
- Noors kampioenschap in 1998/99 met Rosenborg
- Spaans kampioenschap in 2000/01 met Valencia
- Frans kampioenschap in 2005/06 met Olympique Lyon
- Franse Supercup in 2006/07 met Olympique Lyon

### Individueel
- Kniksenprijs voor speler van het jaar in 2005, 2007 en 2008

## Uitspraak
De uitspraak van de naam Carew heeft tot discussies aanleiding gegeven. Met name Nederlandse commentatoren hebben de Noorse uitspraak gehanteerd: Jon Kareff [jɔn 'kɑːrɛːv]. Dat werd echter foutief gevonden door enkele commentatoren uit het buitenland omdat de achternaam afkomstig is van diens vader uit Gambia, waar de officiële landstaal Engels is en de achternaam daar wordt uitgesproken als John Keroe [dʒɒn 'kɛəɹuː]. Beide uitspraken worden door sportcommentatoren nog altijd naast elkaar gehanteerd.

## Trivia
Carew heeft een tatoeage in zijn nek met de tekst: Ma Vie, Mes Régles waarbij het accent verkeerd staat. (het dient règles te zijn, régles is een onbestaand woord in de Franse taal) 